# VakıfBank Spor Kulübü

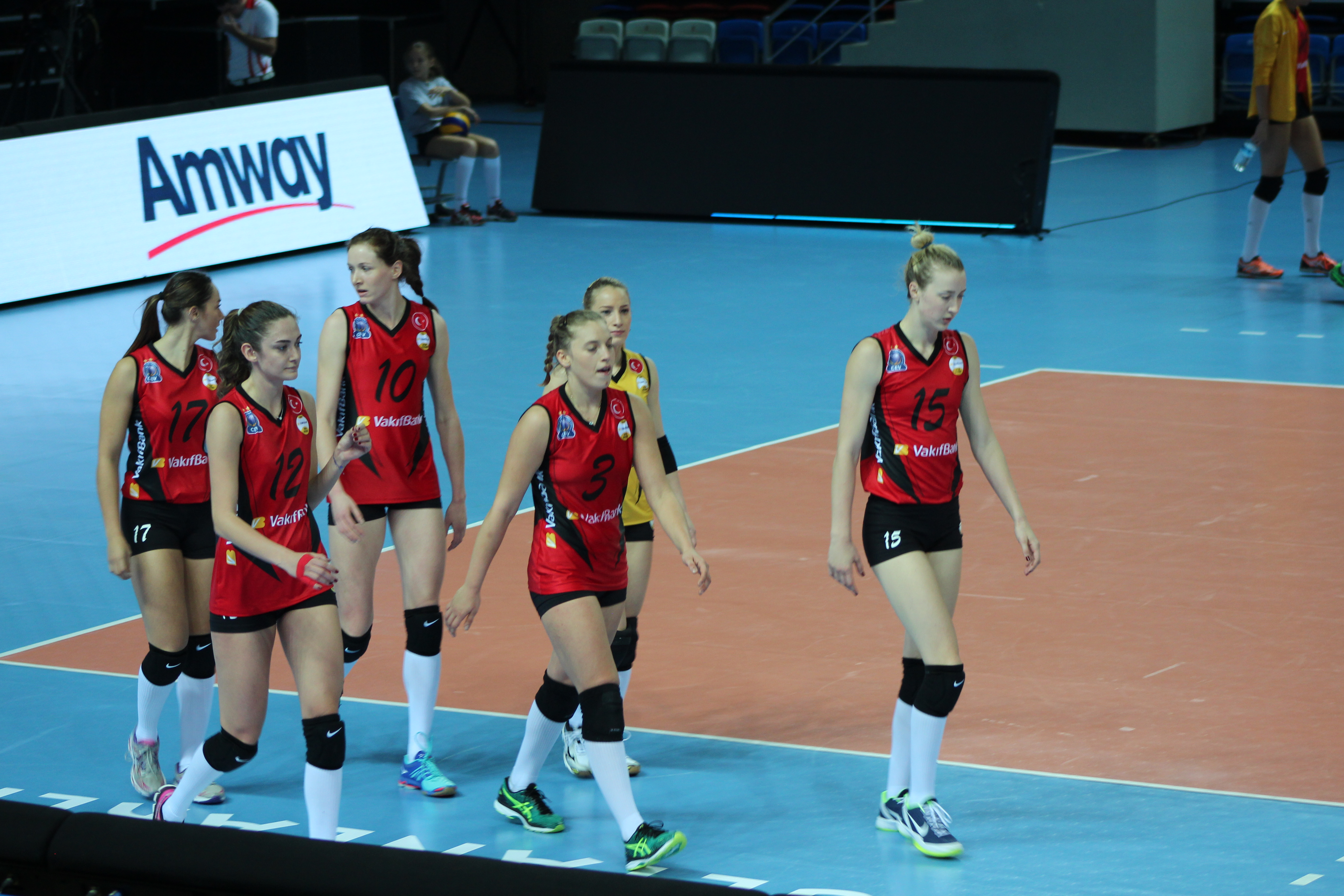
VakıfBank SK vs Bursa Büyükşehir Belediyespor (Lliga 2016-17); a la dreta hi ha l'americana Kimberly Hill.

VakıfBank Spor Kulübü o VakıfBank SK és un club esportiu d'Istanbul establert l'any 1986 (a Ankara) i dedicat al voleibol femení.
En la temporada 2016-17 de la Lliga turca de voleibol femení (Sultanlar Ligi, Llliga de les sultanes) l'equip comptava amb jugadores de la selecció turca com Kübra Akman, Gizem Örge, Gözde Sonsırma o Naz Aydemir, així com estrelles internacionals com ara Sheilla Castro de Paula Blassioli (Brasil) o Robin de Kruijf (Països Baixos). Des del 2008 l'entrenador de l'equip és l'italià Giovanni Guidetti, que ha guanyat amb l'equip el 2013 FIVB Club World Championship a Zúric, dues Copa d'Europa de voleibol femenina i nombroses copes domèstiques turques. El VakıfBank també ha arribat a guanyar una medalla de plata el 2011 a Doha i una de bronze el 2013 a Manila a les FIVB Club World Championships.